# Freisheda
Freisheda (en francès Fréchède) és un municipi francès situat al departament dels Alts Pirineus i a la regió d'Occitània.

## Demografia
| 1962                                       | 1968 | 1975 | 1982 | 1990 | 1999 | 2007 |
| ------------------------------------------ | ---- | ---- | ---- | ---- | ---- | ---- |
| 32                                         | 52   | 45   | 49   | 44   | 39   | 35   |
| Des de 1962: població sense dobles comptes |      |      |      |      |      |      |

## Administració
| Període | Identitat  | Partit |
| ------- | ---------- | ------ |
| 2008-   | André Jean |        |